# Eddsworld
Az Eddsworld egy brit internetes rajzfilmsorozat (webtoon), amelyet Edd Gould készített. A műsort a YouTube, a Newgrounds és a DeviantArt vetíti.

## Cselekmény
A sorozat Eddről és videós társairól szól, ámde meganimált formában. A karakterek nevei megegyeznek a valós videósokkal, és személyiségüket is róluk mintázták. Edd furcsa kalandokba keveredik az epizódok során. A sorozatra jellemzőek a szójátékok használata.

## Népszerűség
A népszerűség hatására képregények és flash alapú játékok is készültek a sorozatból.

## Közvetítés
Több internetes oldal is vetítette: a YouTube, a Newgrounds, a DeviantArt és az Albino Blacksheep, de még a BBC is.

## Edd Gould halála
Miután Edd Gould 2012. március 25-én elhunyt, nagy sokk érte az egész Eddsworld rajongói táborát világszerte. A számára utolsó epizódja az Eddsworld - Space Face volt, vagyis csak a felét tudta meganimálni, a másik részét Paul ter Voorde animálta. Halála után Tim Hauteklet (A "Space Face" 2. részétől) szólaltatta meg a karakterét.

## Visszatérés
2020. augusztus 1-én az Eddsworld YouTube csatorna új videót töltött fel, amiben a hivatalos visszatérésüket igazolták egy rövid sorozatuk második részével.